# Lui Morais
Lui Morais (pseudonim pentru Luis Carlos de Morais Junior; n. 17 aprilie 1961, Humaitá⁠(d), Rio de Janeiro, Brazilia) este un scriitor brazilian, doctor în literatură la Universitatea Federală din Rio de Janeiro. El a publicat mai multe cărți despre muzica populară braziliană (MPB), inclusiv despre Samba, Caetano Veloso, Jorge Mautner și Noel Rosa.

## Cărți publicate
- Larápio. Rio de Janeiro: Kroart, 2004.
- Pindorama. Rio de Janeiro: Kroart, 2004.
- Crisólogo – O Estudante de Poesia Caetano Veloso. Rio de Janeiro: HP Comunicação, 2004.
- Proteu ou: A Arte das Transmutações – Leituras, Audições e Visões da Obra de Jorge Mautner. Rio de Janeiro: HP Comunicação, 2004.
- Meutaneurônios Atomizados (com Marcus Vinicius de Medeiros). Rio de Janeiro: t.mais.oito, 2008.
- O Olho do Ciclope e os Novos Antropófagos – Antropofagia Cinematótica na Literatura Brasileira. Rio de Janeiro: Quártica, 2009.
- Y e os Hippies (com Eliane Blener). Rio de Janeiro: Quártica, 2009.
- O Estudante do Coração. Rio de Janeiro: Quártica, 2010.
- O Caminho de Pernambuco (com Eliane Blener). Rio de Janeiro: Quártica, 2010.
- Crisopeia (com Eliane Blener). Rio de Janeiro: Quártica, 2010.
- Clone versus Gólem (com Eliane Blener). Rio de Janeiro: Quártica, 2010.
- O Portal do Terceiro Milênio (com Eliane Colchete). Rio de Janeiro: Quártica, 2011.
- Gigante. Rio de Janeiro: Quártica, 2012.
- O Meteorito dos Homens Ab e Surdos. Rio de Janeiro: Quártica, 2011.
- O Sol Nasceu pra Todos – A História Secreta do Samba. Prefácio de Ricardo Cravo Albin. Rio de Janeiro: Litteris, 2011.
- Proteu ou: A Arte das Transmutações – Leituras, Audições e Visões da Obra de Jorge Mautner. 2 ed, revista e ampliada. Contém 10 entrevistas inéditas com Jorge Mautner. Rio de Janeiro: Litteris, 2011.
- Carlos Castaneda e a Fresta entre os Mundos – Vislumbres da Filosofia Ānahuacah no Século XXI. Contém entrevista inédita com Luiz Carlos Maciel, a carta a Robert Gordon Wasson e as notas de campo de Carlos Castaneda traduzidas. Rio de Janeiro: Litteris, 2012.
- Natureza Viva. Rio de Janeiro: Quártica, 2012.
- Abobrinhas Requintadas – Exquisite Zucchinis (com Eliane Marques Colchete). Rio de Janeiro: Quártica, 2012.
- Eu Sou o Quinto Beatle. Rio de Janeiro: Quártica, 2012.
- O Homem Secreto. Rio de Janeiro: Quártica, 2013.
- Os que ouvem mais que nós (com Carlos Hilton). Rio de Janeiro: Litteris, 2013.
- Rocambole de Carne a Copacabana (com Cláudio Carvalho e Cid Valle). Rio de Janeiro: Litteris, 2013.
- As Vivências Pós-modernas (et alii). Rio de Janeiro: Quártica, 2013.
- O Estudante do Coração – Ensaios Sobre a Arte Pós-Moderna. Segunda edição: revista e ampliada. Rio de Janeiro: Litteris, 2013.
- Alquimia o Arquimagistério Solar. Rio de Janeiro: Quártica Premium, 2013.
- Linhas Cruzadas (com Caio Reis Morais et alii). Rio de Janeiro: Quártica, 2014.
- A Formação da Filosofia Contemporânea (com Eliane Marques Colchete). Rio de Janeiro: Litteris, 2014.
- A Autoeducação e o Século 21. Rio de Janeiro: Litteris, 2014.
- Outras Palavras (com Claudio Carvalho). Rio de Janeiro: Litteris, 2014.
- Poesia de Reciclagem. Rio de Janeiro: Litteris, 2014.